# سامح سعید
سامح سعید (عربی: سامح سعید مجبل) یک بازیکن فوتبال اهل عراق است.
وی همچنین در تیم ملی فوتبال عراق بازی کرده‌است.